# قورباغه نیزار آرگوس
قورباغه نیزار آرگوس (نام علمی: Hyperolius argus) نام یک گونه از سرده قورباغه‌های نیزار است.